# San Andrés (Santander)
San Andrés è un comune della Colombia facente parte del dipartimento di Santander.
L'abitato venne fondato da José de las Casas nel 1760.